# Pilar (Cebu)
Pilar é um município de  quinta classe de renda municipal (d) na província Cebu, nas Filipinas. De acordo com o censo de 1 de maio  de  2020 possui uma população de 12 506 pessoas e 3 360 domicílios.